# 正田醤油
正田醤油株式会社（しょうだしょうゆ）は、群馬県館林市栄町にある醤油の老舗メーカー。

## 概要
米穀商が投機的であると考えていた三代正田文右衛門が、千葉県東葛飾郡野田町（現・野田市）の二代茂木房五郎より醤油醸造業を勧められ、醤油醸造業を創業した。館林の正田記念館に二代茂木房五郎より贈られた醤油醸造に関する経営指導書がある。屋号は「キッコーショウ」。
上皇后美智子の実家の本家が創業家である。
2010年12月に、主要子会社の正田食品株式会社と正田フーズ（旧ヤマト産業株式会社）を統合。

## 企業データ
- 創業：1873年（明治6年）12月25日
- 設立：1917年（大正6年）12月25日
- 事業内容：醤油醸造・スープ類の製造販売
- キャッチコピー：「おいしいがうれしい。」

## 拠点

### 営業拠点
- 仙台・館林・東京・名古屋・大阪

### 工場
- 館林工場
- 館林東工場

## 関連会社
- 正田フーズ株式会社
- 正田食品株式会社
- きんまる星醤油株式会社
- 日南工業株式会社
- 株式会社九曜
- 株式会社ジョイフルパーク
- Shoda Sauces Europe Co.,Ltd（英国ウェールズ）